# Uplanselkä
Uplanselkä är en sjö i kommunen Keuru i landskapet Mellersta Finland i Finland. Arean är 23 hektar och strandlinjen är 3,43 kilometer lång.  Den  ingår i Kumo älvs huvudavrinningsområde.  Sjön ligger omkring 52 kilometer väster om Jyväskylä och omkring 240 kilometer norr om Helsingfors. 
I sjön finns ön Sipisaari. Uplanselkä ligger öster om Iso-Kukkamo. 